# Sean Frye
Sean Anthony Frye (Hollywood, California, Estados Unidos, 16 de septiembre de 1966) es un actor estadounidense. Su papel más conocido fue el de Steve, el amigo del hermano mayor de Elliot en E.T., el extraterrestre.

## Biografía
Frye nació en Hollywood, California. Es el hermanastro de la actriz Soleil Moon Frye; su padre es el actor Virgil Frye.
Su última película para televisión fue Toughlove (1985), donde interpreta a un adolescente involucrado con las drogas, cuya adicción le hizo robar a su familia. Su  último largometraje fue con Molly Ringwald en For Keeps? (1988) sobre el embarazo adolescente.

## Filmografía

### Películas
- Fun with Dick and Jane (1977) como Billy
- The Awakening Land (1978) como Resuelve Wheeler
- Loose Shoes (1980) como Bobby el  S.T.O.P.-I.T. Chico del póster.
- E.T., el extraterrestre (1982) como Steve
- This Is Spinal Tap (1984) como Jordania St. Hubbins, El hijo Punk Rocker de David (escenas eliminadas)
- For Keeps? (1988) como Wee Willy

### Televisión
- Emergency! (1 episodio, 1974) como Chico
- A Special Olivia Newton-John (1976) como Nigel
- A Circle of Children (1977) como Sean
- The Awakening Land (2 episodios, 1978) como Resolve Wheeler
- Little house on the prairie (2 episodios, 1979) como Jason
- Acto de Violencia (1979) como Jamie
- ABC Afterschool Specials (1 episodio, 1985) como Punk Novio
- Toughlove (1985) como Tim

Más allá de la actuación, Frye fue consultor de vestuario en la película de 1983 Valley Girl.